# Witstuittriller
De witstuittriller (Lalage leucopygialis) is een zangvogel uit de familie Campephagidae (rupsvogels).

## Verspreiding en leefgebied
Deze soort is endemisch op het Indonesische eiland Sulawesi en omliggende eilanden.

## Status
De grootte van de populatie is niet gekwantificeerd maar de soort wordt omschreven als plaatselijk algemeen. Op de Rode lijst van de IUCN heeft deze soort de status niet bedreigd.